# يوهان بيتر كيرش
يوهان بيتر كيرش (بالفرنسية: Johann Peter Kirsch)‏ هو عالم إنسان وأستاذ جامعي لوكسمبورغي، ولد في 3 نوفمبر 1861 في Dippach ‏ في لوكسمبورغ، وتوفي في 4 فبراير 1941 في روما في إيطاليا.